# 天禄电子竞技俱乐部
天禄电子竞技俱乐部（又名TYLOO电子竞技俱乐部，简称：天禄或TYLOO），是一支于2007年5月25日由天禄科技投资成立的中国大陆地區知名電子競技俱樂部，早期由East One.Nice和ft合并组成，其涉足CS2、绝地求生、Dota 2、星际争霸II：自由之翼、魔兽争霸III：混乱之治、FIFA電競項目。其名称“天禄”得名于中国民间传说中龙生九子，其中一个儿子的名字为天禄（即貔貅）。
由于天禄旗下Tyloo主队在CS赛事中有时会使用無道具（即閃光彈、烟雾弹及燃烧弹）直接冲锋与敌方对枪的战术，其也被称为干拉队。

## 历史
2007年5月25日，天禄正式成立，起初仅有反恐精英分部。天禄旗下共有两支团队：Tyloo主队及Tyloo.raw。
2008年2月，天禄战队旗下成员徐斌（Jason.P）宣布退役。25日，a1akir加入。8月9日，eVonne宣布退役，JK替位。同年7月，天禄打入在上海复旦体育馆举办的WCG赛事总决赛，取得亚军。
2009年2月，前中国大陆战队wNV成员Alex正式加入天禄。同年，天禄拿下WCG冠军。
2010年3月，zy与BB离开Tyloo.raw。5月，天禄旗下Tyloo.raw分队拿下ESWC中国区总决赛冠军。6月，由于路费无法报销，天禄放弃了2010年于法国举办的ESWC的参赛资格。10月，Tyloo及Tyloo.raw分别取得IEF2010冠亚军。11月，Tyloo.raw分队据称由于合约到期与开支不平衡解散。alex退役、GoodRifle离队，主队引入成员p1rate及Savage。
2011年1月16日，天禄收购PanDa战队，其旗下的WAR3、SC2、FIFA三个项目也同时转入天禄旗下。1月26日，P1rate由于家庭原因离开俱乐部，KingZ加入战队。3月18日，Sunny战队成员宣布加入天禄并组成Dota分部。4月20日，天禄重新设计并更换了其LOGO。
8月，天禄拿下WCG2011中国区冠军。10月，Karl宣布退役，刘珂（Mo）加入天禄。
2012年中旬，天禄由于时间冲突放弃了ECL锦标赛，转为由EDCC战队参加。12月底，xf与tb宣布离开天禄CS1.6队伍。
2013年，Savage退役，Hz加入天禄。在CSGO上市数月后的3月2日，天禄宣布转型CSGO项目并决定Kz、Mo、Rita、Hz与QHZ为CSGO项目队员。年底，TyLoo代替compLexity出席MSI Beat it!比赛。同时，天禄拿下12月CSOnline 2013世界杯总冠军。
2014年4月10日，Rita与HZ退役，天禄招入Nface成员蔡誉伦（FANCY1）与QZ。5月13日，qHz与qz离开天禄创建队伍China GD。次日，天禄官方确认此事，同时也宣布了HZ的回归。8月18日，HZ与xt离队，forget与Attacker取代。
2015年，forget、KingZ与Attacker被移出战队，somebody（原名“FIRST3H”）、DD（原名“qhz”）与qz返队。
2016年初，天禄俱乐部经理接受采访称将进行多元化发展。1月，天禄获得IEM10台北站中国区冠军，获得IEM10台北站参赛资格。在IEM10台北站第二个比赛日，由于天禄在赛事开始前30分钟才放弃比赛，其遭到E-Frag的禁赛。月底，qz由于被发现曾使用的Steam账号于2013年因作弊被封禁而导致失去ESL比赛资格。这一发现使天禄全队都遭到IEM禁赛。天禄官方称是因为qz本人曾使用Steam共享账号，其他使用此账号的玩家作弊才导致封号。2月，Attacker回到天禄战队。3月，Karsa担任天禄教练。4月，天禄与VG.CyberZen共同获得亚洲Minor冠军赛的比赛资格。5月，天禄因赛程原因放弃于乌克兰举办的SL i-League并在不久后在亚洲Minor冠军赛夺冠。25日，天禄因签证原因放弃ELEAGUE比赛。6月初，乐视宣布成为天禄赞助商。9月，天禄重新设计了LOGO，将天禄中文替换为英文“TYLOO”。26日，天禄拿下CS:GO超级联赛冠军。10月1日，天禄拿下WESG 2016亚太区中国总决赛冠军。30日，天禄取得ELEAGUE Major预选赛桂冠。11月中旬，天禄晋级IEM奥克兰站。
2017年阳历新年伊始，天禄发表声明称队员“违反职业选手操守和纪律”，在合约规定期内教练Karsa与fancy1联系其他俱乐部，并劝说战队其他成员转部。天禄解除Karsa的教练资格，并将Fancy与Attacker纳入不活动状态。此事件之后，天禄租借了AG成员HZ及Born Of Fire的ryk和bottle、Kz担任临时教练参加WESG 2016总决赛。2月中旬，Attacker重回天禄出战DreamHack拉斯维加斯。2月末，fancy1与天禄签下和解协议书，恢复自由身。3月中旬，HZ以0转会费加盟天禄。除此之外天禄首次签下外籍选手——来自印尼的BnTeT。6月天禄晋级Minor亚洲四强。月末，天禄租借巴西教练peacemaker参加PGL Major克拉科夫和ESL One Cologne。7月2日，天禄被HellRaisers在PGL Major决赛上击败。不久后，天禄在ROG MASTERS Major区域总决赛上获得第一。9月29日，天禄租借来自HellRaisers的bondik替代HZ。11月9日，天禄教练peacemaker称由于分成问题退出，加入Heroic。
2018年1月，由于选手BnTeT的签证问题，天禄无缘ELAGUE Major。1月4日，HZ转至ViCi Gaming。次日，bondik的租约结束。1月19日，此前与BnTeT同属Recca ESPORTS的选手xccurate宣布转至天禄。3月，原LLG女队所有成员均挂名在天禄旗下，即天禄女队Tyloo.Fe。5月12日，Mo受伤入院。21日，天禄从TSGaming电竞俱乐部处租借选手AE。9月9日，天禄打败Team Spirit，获得了FACEIT伦敦Major的参赛资格，这是首支获得此比赛参赛资格的亚洲队伍。10月9日，AE的租约到期。
2019年元旦，由于选手“DD”欲回家修养，再加上“captainMo”的转型退出，天禄向FG电子竞技俱乐部租借选手“AttackeR”与“Summer”以参加数月后举办的Major及SLI S7等赛事。2月，2019年IEM英特爾極限高手盃卡托维兹《反恐精英：全球攻势》比赛正式开赛。在分别以16:8和16:3的大比分战胜Vitality和Cloud9后，天禄滑铁卢式地连续输掉三盘比赛，最终止步于新挑战者组的第10名。在2019柏林major上，天禄击败MVP进入了major，但是0:3成为第一个全败出局的战队。在北京IEM上，天禄0:2不敌vitality和evil geniuses出局。在极限之地上，天禄夺得了冠军。在cac亚洲邀请赛上，天禄2:0 g2和mibr夺得了进入半决赛的资格，随后在半决赛上不敌mousesports止步于四强。12月22号,Tyloo官方正式宣布选手“BnTeT”转会到csgo俱乐部Gen.G.
2020年1月10日，前韩国MVP战队成员“xeta”正式加入天禄战队并负责主狙。
2020年4月21日，Tyloo官方宣布，由于疫情原因，"xeta"和"freeman"选手下发至替补，由选手" dank1ing"和"slowly"顶替至首发。期间，xeta正式退役并转行拳头旗下的新游戏Valorant.
2020年3月27日，Tyloo官方宣布XingGangWan 'Carl' 宣布回归。
2022年2月1日，Tyloo官方宣布Hansel 'BnTeT' Ferdinand回归。
2022年2月15日，Tyloo官方宣布HaoWen 'somebody' Xu从CS:GO中退役。
2022年2月21日，Tyloo官方宣布LiKan 'ryk' Luo离开俱乐部。QiFang 'Karsa' Su 接任主教练。
2022年4月8日，Tyloo官方宣布QiFang 'Karsa' Su因个人原因卸任Tyloo主教练。
2022年5月5日，Tyloo官方宣布Nestor'letn1'tanić加入 tyloo 电子竞技俱乐部 cs : go 分部担任主教练一职
2022年9月24日，BnTeT，Attacker被下放。同时招入aristo和freeman。
2022年11月17日，aristo被下放至替补席，Attacker回归首发阵容。
2022年12月16日，Slowly因个人情感问题，被下放至替补席，aristo回归首发阵容。
2023年1月14日，Tyloo招入soLo作为分析师。
2023年5月25日，在巴黎Major亚洲RMR失利后，天禄下放Attacker，Summer，aristo,Dank1ng，留下Freeman。同时招入emi(🇷🇸)，ROGA(🇭🇷)，sk0r(🇲🇳)。召回Slowly。至此，Tyloo放弃中国阵容，转为国际纵队。
2023年10月2日，TYLOO放弃先前阵容，收购5yclone。
2024年5月16日，选手Advent、aumaN离开TYLOO。
2024年5月17日，经理Air、选手kaze离开TYLOO。
2024年6月13日，TYLOO招入选手Jee。
2024年8月3日，TYLOO招入选手Starry。
2024年11月20日，选手JamYoung被移至替补，并于同月25日召回aumaN
2024年12月26日，Starry重新转会回到LVG
2024年12月28日，JamYoung由替补席回到现役
2025年1月21日，aumaN被下放，并重新召回Attacker
2025年4月17日，TYLOO获得奥斯汀Major参赛资格
2025年7月21日，TYLOO夺得FISSURE Playground 1 冠军

## 旗下战队

### CS2分部

#### TYLOO
| 昵称     | 姓名   | 外号   | 加入日期   | HLTV页面 |
| -------- | ------ | ------ | ---------- | -------- |
| JamYoung | 杨易   | 小鞠   | 2023-10-2  |          |
| Jee      | 季冬凯 | 小将   | 2024-06-13 |          |
| Mercury  | 汪靖翔 | 汉堡   | 2023-10-2  |          |
| Moseyuh  | 陈千豪 | 莫思雨 | 2023-10-2  |          |
| Attacker | 盛元璋 | 白菜   | 2025-1-21  | [ 72 ]   |

#### TylooCS不活跃人员名单
| 昵称    | 姓名   | 外号   | 加入日期 | HLTV页面 |
| ------- | ------ | ------ | -------- | -------- |
| DANK1NG | 吕郑豪 | 蛋总   | 2020     | [ 74 ]   |
| zdr     | 张东瑞 | 炸弹人 | 2024     | [ 75 ]   |